# Nu-metalcore
Nu-metalcore is een extreme heavy metal-variant. Het is een mix van nu-metal en verschillende metalgenres, waaronder deathmetal, black metal en metalcore, maar ook thrashmetal en dark metal.
De belangrijkste kenmerken van nu-metalcore zijn laaggestemde gitaren, de agressieve muziek en teksten, en een afwisseling tussen grunts en een heldere stem. Meestal staat er ook een dj op het podium. 
Bekende voorbeelden van het genre zijn de Amerikaanse bands Slipknot en System of a Down.

## Lijst van bekende bands in het genre
Andere nu-metalcorebands zijn:
- Bullet for My Valentine
- Bring Me the Horizon
- Chimaira
- Demon Hunter
- Emmure
- Ill Nino
- Kittie
- Motionless in White
- Of Mice & Men
- Suicide Silence